# Palaemnema brevignoni
Palaemnema brevignoni är en trollsländeart som beskrevs av Machet 1990. Palaemnema brevignoni ingår i släktet Palaemnema och familjen Platystictidae. Inga underarter finns listade i Catalogue of Life.